# Zabrzeg Czarnolesie
Zabrzeg Czarnolesie – przystanek kolejowy w Zabrzegu, w województwie śląskim. Znajduje się na wysokości 264 m n.p.m.

## Ruch pasażerski
| Rok  | Wymiana pasażerska na dobę |
| ---- | -------------------------- |
| 2017 | 0-9                        |
| 2022 | 20-49                      |

Od 1 maja 2021 przystanek na żądanie

## Historia
W przysiółku wsi Czarnolesie została zbudowana stacja rozrządowa jako największa w regionie. Dla zapewnienia dojazdu pracowników stacji rozrządowej wybudowano w 1959 roku przystanek kolejowy. Zostały wybudowane dwa perony z wiatami oraz poczekalnia na jednym peronie. W październiku 2014 roku podczas remontu torowiska została przeprowadzona modernizacja przystanku podczas której zostały wybudowane nowoczesne perony i wyremontowane wiaty. Po roku 2015 wyburzono zdewastowaną murowaną poczekalnię na peronie południowym. 